# Hancock (filme)
Hancock é um filme estadunidense do gênero ação-comédia dirigido por Peter Berg e estrelado por Will Smith, Charlize Theron e Jason Bateman. Conta a história de um super-herói vigilante sem-teto chamado John Hancock, de Los Angeles, cujas ações imprudentes costumam custar milhões de dólares à cidade. Eventualmente, uma pessoa que ele salva, Ray Embrey, decide tornar a imagem pública de Hancock melhor como forma de agradecimento.
A história foi escrita originalmente por Vincent Ngo em 1996. O roteiro acabou sofrendo um inferno do desenvolvimento enquanto passava por análises de vários diretores como  Tony Scott, Michael Mann, Jonathan Mostow e Gabriele Muccino, antes de ser finalmente rodado em 2007 em Los Angeles com um orçamento de cerca de US$ 150 milhões.
Nos Estados Unidos o filme recebeu a censura PG-13 da Motion Picture Association of America depois que algumas alterações foram feitas a seu pedido, a fim de evitar uma classificação R, que havia recebido duas vezes anteriormente. Hancock foi lançado com uma premiere em Paris, na França, em 16 de junho de 2008 para depois ser lançado comercialmente em 2 de julho de 2008 nos Estados Unidos pela Columbia Pictures. Hancock recebeu críticas mistas dos críticos, que elogiaram suas performances e premissas, mas criticaram sua produção. O filme arrecadou US$ 624 milhões em todo o mundo, tornando-se o quarto filme de maior bilheteria de 2008.

## Sinopse
John Hancock é um super-herói que possui incríveis superpoderes, incluindo força ilimitada, capacidade de voar em velocidade supersônica e total invulnerabilidade corporal a ferimentos dos mais variados possíveis. Entretanto, diferentemente dos clássicos personagens das histórias em quadrinhos, Hancock possui sérios problemas com a bebida, com as drogas e, por isso, é mal humorado, solitário e desastrado, vivendo praticamente como um mendigo, dormindo em bancos de praça de Los Angeles, cheirando permanentemente a álcool e não prezando pelo cuidado quando entra em ação, uma vez que deixa prejuízos de milhões de dólares a cada ação (que ele executa quase sempre bêbado) desastrado, compensando em sempre conseguir salvar muitas vidas.
Após salvar Ray Embrey, um agente publicitário de relações públicas, de ser atropelado por um trem, este se oferece para ajudá-lo a melhorar sua imagem perante a sociedade. A ideia não é bem aceita por Mary Embrey, a esposa de Ray que, sem nenhum motivo aparente, rejeita Hancock. Mary mostra ao marido que Hancock teve uma ordem de prisão contra si lançada.
A teoria desenvolvida por Ray é que Hancock ceda e se apresente à polícia, mesmo sabendo que Hancock possa escapar da prisão na hora que quisesse, para dar o exemplo e iniciar a mudança de sua imagem junto ao público. Com o super-herói na cadeia, teoricamente a taxa de criminalidade subiria muito, e a população acabaria sentindo falta do trabalho que ele fazia nas ruas, e chamariam de volta seu herói.
Nesse momento, o filme abandona um pouco o ar cômico para ganhar emoção. Hancock assume publicamente seus erros e vai para a prisão. O roteiro mergulha em seus dramas pessoais, suas fragilidades e sua solidão. Único de sua espécie, ele não se lembra do passado, não sabe de onde veio nem o porquê de ter superpoderes.
Hancock descobre que Mary também tem superpoderes como ele, e que já foram casados. Ele se esqueceu completamente dela após vários acidentes tentando defendê-la. Eles já foram conhecidos como deuses, anjos (dependendo do ponto de vista da cultura e das pessoas da época) e agora, mais atualmente, super-heróis. Originalmente, foram criados aos pares para viverem e morrerem como um ser humano, pois quanto mais perto um do outro mais fracos ficam, presumivelmente porque o poder de um anula o poder do outro. Apesar de triste, Hancock acaba admitindo que não podem ficar juntos, para que os dois não se machuquem, mas ainda se importam um com outro apesar de tudo.

## Elenco
- Will Smith como John Hancock
- Charlize Theron como Mary Embrey
- Jason Bateman como Ray Embrey
- Jae Head como Aaron Embrey
- Eddie Marsan como Kenneth "Red" Parker Jr.
- Johnny Galecki como Jeremy
- Darrell Foster como o sargento da Polícia
- Nancy Grace como ela mesma
- Ken Blackwell como ele mesmo
- Hayley Marie Norman como Hottie
- Maetrix Fiften como Matrix
- Thomas Lennon como Mike
- Michael Mann como un dos acionários de Ray (cameo)

## Produção

### Desenvolvimento
Vy Vincent Ngo escreveu o roteiro independente "Tonight, He Comes" em 1996. O rascunho, sobre um garoto problemático de doze anos e um super-herói caído do céu, foi inicialmente escolhido pelo diretor Tony Scott como um projeto em potencial. O produtor Akiva Goldsman leu o roteiro, a qual ele passou a considerar um de seus favoritos, e encorajou Richard Saperstein, então presidente de desenvolvimento e produção da Artisan Entertainment, a adquiri-lo em 2002. Michael Mann foi inicialmente contratado para a direção de "Tonight, He Comes", mas desistiu do projeto a favor de Miami Vice. Eventualmente, a Artisan colocou o projeto em processo de reviravolta e o mesmo foi adquirido pela Goldsman. Durante esse processo, Dave Chappelle foi considerado para o papel principal.
Vince Gilligan e John August reescreveram o roteiro de Ngo, com Jonathan Mostow sendo contratado para dirigir o filme. Sob a supervisão de Mostow, um tratamento de dez páginas foi escrito para ser apresentado a Will Smith para retratar o papel principal do filme. Nem Mostow nem Smith estavam ainda empenhados em tornar o projeto uma prioridade ativa na altura. Vários estúdios aproveitaram a oportunidade para financiar o filme, com a Columbia Pictures conseguindo adquirir o projeto em fevereiro de 2005. Um segundo rascunho foi escrito por Gilligan, após a finalização do acordo com a Columbia. O filme foi inicialmente previsto para ser lançado em algum feriado estadunidense de 2006.
Em novembro de 2005, Mostow e Smith se comprometeram a rodar "Tonight, He Comes", com sua produção programada para começar em Los Angeles no verão de 2006. O salário de Smith para trabalhar no filme foi estipulado em US$ 20 milhões e mais 20% do faturamento bruto do filme. O ator também assinou um contrato de pagamento ou reprodução para filmar Eu Sou a Lenda na Warner Bros. após a conclusão de "Tonight, He Comes". Contudo, Mostow posteriormente saiu do projeto devido a diferenças criativas. O diretor italiano Gabriele Muccino preencheu a vaga de Mostow em maio de 2006. Como Muccino estava ocupado supervisionando a edição de seu filme anterior The Pursuit of Happyness, Smith mudou o cronograma dos projetos para que Eu Sou a Lenda fosse lançado antes de "Tonight, He Comes". No final do mês, Muccino deixou o projeto devido a uma incompatibilidade de agenda com as filmagens. Como Muccino estava preparando The Pursuit of Happyness, o estúdio adiou o início da produção de "Tonight, He Comes" para o verão de 2007, permitindo que a Warner Bros. iniciasse a produção de Eu Sou a Lenda com Smith.

### Filmagens

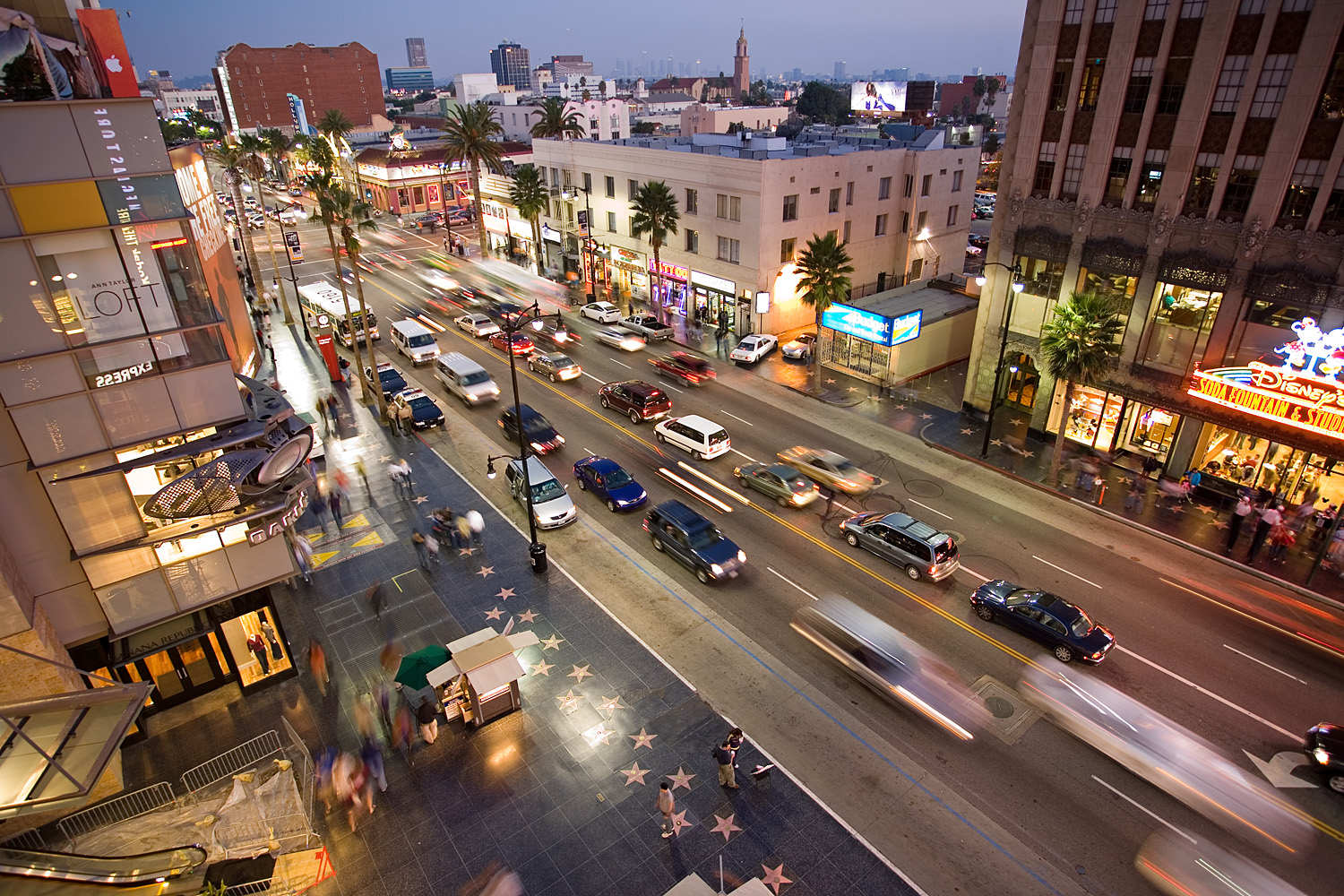
A Hollywood Boulevard foi uma das locações para o filme.

Em outubro de 2006, Peter Berg foi contratado para dirigir "Tonight, He Comes", com produção prevista para começar em maio de 2007 em Los Angeles, que seria o cenário da história. Berg estava no meio das filmagens de O Reino quando ouviu falar do filme e ligou para Michael Mann, que se tornou um de seus produtores. O novo diretor comparou o tom do roteiro original com Leaving Las Vegas (1995), chamando-o de "um estudo contundente do personagem deste super-herói alcoólatra suicida". O diretor explicou a reescrita: "Achamos a ideia legal, mas queríamos torná-la mais leve. Todos nós concordamos". Um pouco antes do início das filmagens, o roteiro foi renomeado para "John Hancock"; durante a produção, o filme ganhou o título definitivo Hancock.
As filmagens tiveram início em 3 de julho de 2007, em Los Angeles, tendo um orçamento de produção de US$ 150 milhões. Locais como a avenida Hollywood Boulevard foram projetados para parecerem danificados, com escombros, veículos capotados e incêndios. Pelo fato do personagem de Will Smith ser alcoólatra, o departamento de arte do filme projetou embalagens de bebidas e marcas de sacola marrom fictícias pois as empresas fabricantes se recusaram a emprestar seus nomes.

### Efeitos visuais
Hancock foi o primeiro filme de Peter Berg com efeitos visuais como elementos cinematográficos críticos. O diretor considerou a luta gerada por computador a parte menos favorita do filme, citando o controle limitado para tornar a cena um sucesso. De acordo com o diretor: "Uma vez que a luta começa, você fica muito limitado e fica à mercê do pessoal dos efeitos, a menos que eles sejam realmente orientados tecnicamente... É definitivamente o momento que temos menos quantidade de controle como diretores". Berg e outros cineastas trabalharam para reduzir a cena de luta, acreditando que o sucesso do filme viria do estudo do personagem de Smith, John Hancock, semelhante a Robert Downey Jr. em Homem de Ferro.
O supervisor de efeitos visuais Carey Villegas descreveu a fotografia de Peter Berg como uma "energia muito alta", à qual a equipe de efeitos visuais teve dificuldade de se adaptar. Embora a equipe tivesse estimado o desenvolvimento de trezentas tomadas de efeitos visuais em sua oferta inicial, a contagem final foi de aproximadamente 525 tomadas. Uma tomada inesperada foi uma cena em que Hancock enfia a cabeça de um prisioneiro no ânus do outro. Os cineastas inicialmente tentaram filmá-la de maneira convencional, usando técnicas de manipulação ilusória com as câmeras; descobrindo que isso não capturava "a vulgaridade da piada", a equipe foi convocada para usar efeitos gerados por computador. Os efeitos visuais também foram aplicados em conjunto com a coreografia do filme, incorporando palmeiras, tornados e destroços na cena de luta gerada por computador e combinando efeitos visuais com uma tomada de guindaste para retratar o descarrilamento de um trem de carga por Hancock.

## Lançamento

### Recepção comercial
Antes do fim de semana de abertura de cinco dias do filme nos Estados Unidos e no Canadá, as previsões para o desempenho financeiro de Hancock giravam em torno de US$ 70 milhões a US$ 125 milhões. O filme foi exibido antecipadamente em 1º de julho de 2008 em 3.680 cinemas nos Estados Unidos e no Canadá, arrecadando US$ 6,8 milhões, sendo amplamente lançado em 2 de julho de 2008, expandindo para 3.965 cinemas. No final do fim de semana de cinco dias, Hancock ficou em primeiro lugar nas bilheterias nos Estados Unidos e no Canadá, arrecadando cerca de US$ 103,8 milhões. O filme encerrou seu circuito doméstico acumulando um pouco mais de US$ 227,9 milhões e US$ 401,4 milhões de receita internacional, perfazendo um total mundial bruto de US$ 629,4 milhões.

### Recepção crítica
No revisor de crítica Rotten Tomatoes Hancock tem um índice de aprovação de 41% com base em 224 opiniões, com uma média de pontuação de 5,42/10; o consenso crítico do site diz: "Embora comece com promessa, Hancock sofre de uma narrativa frágil e má execução". No Metacritic, que atribui uma classificação média ponderada, o filme recebeu uma pontuação média de 49 em 100, com base em 37 críticas, indicando "críticas mistas ou médias". O público consultado pelo CinemaScore deu ao filme uma nota média "B+" numa escala que varia de "A+ a F".
Todd McCarthy, crítico cinematográfico da revista Variety, sentiu que a premissa do filme foi prejudicada pela execução; McCarthy acreditou que o conceito garantia que o filme fosse "divertido e plausível" na primeira metade, mas que a segunda metade estava cheia de desenvolvimentos ilógicos de histórias e oportunidades perdidas. Stephen Farber do The Hollywood Reporter disse que a abertura estabeleceu bem a premissa, mas que o filme se desfez quando começou a alternar entre comédia e tragédia e introduziu uma história de fundo para Hancock que não fazia sentido; ele disse que o filme reescreveu sua própria lógica interna para agradar seu público. Stephen Hunter, através de uma resenha pelo Washington Post, disse que o filme começou com uma boa promessa, mas que a mudança de tom no meio da história foi tão abrupta que o filme não se recuperou. Jim Schembri, do jornal australiano The Age, chamou a mudança de direção de "uma reviravolta absolutamente matadora na história", enquanto David Denby, do The New Yorker, disse que isso elevou o filme a um novo nível, complementando as piadas com tensão sexual e poder emocional.
Roger Ebert, escrevendo no Chicago Sun Times, elogiou os três protagonistas, dizendo que Smith evitou interpretar Hancock "como um idiota" e, em vez disso, o retratou como um personagem mais sutil e sério. Colm Andrew, do tabloide Manx Independent disse que, apesar da mistura de temas, “as risadas são frequentes e genuínas (sem palhaçada forçada), as cenas de luta são emocionantes e o material emocional é bastante comovente”.